# Nyŏngbyŏn
Nyŏngbyŏn of Yongbyon is een plaats in Noord-Korea, 90 km ten noorden van Pyongyang in het district Nyŏngbyŏn-gun in de provincie P'yŏngan-pukto. In deze plaats is het Nucleair onderzoekscentrum van Yongpyong gevestigd.